# Полуостров Решадие

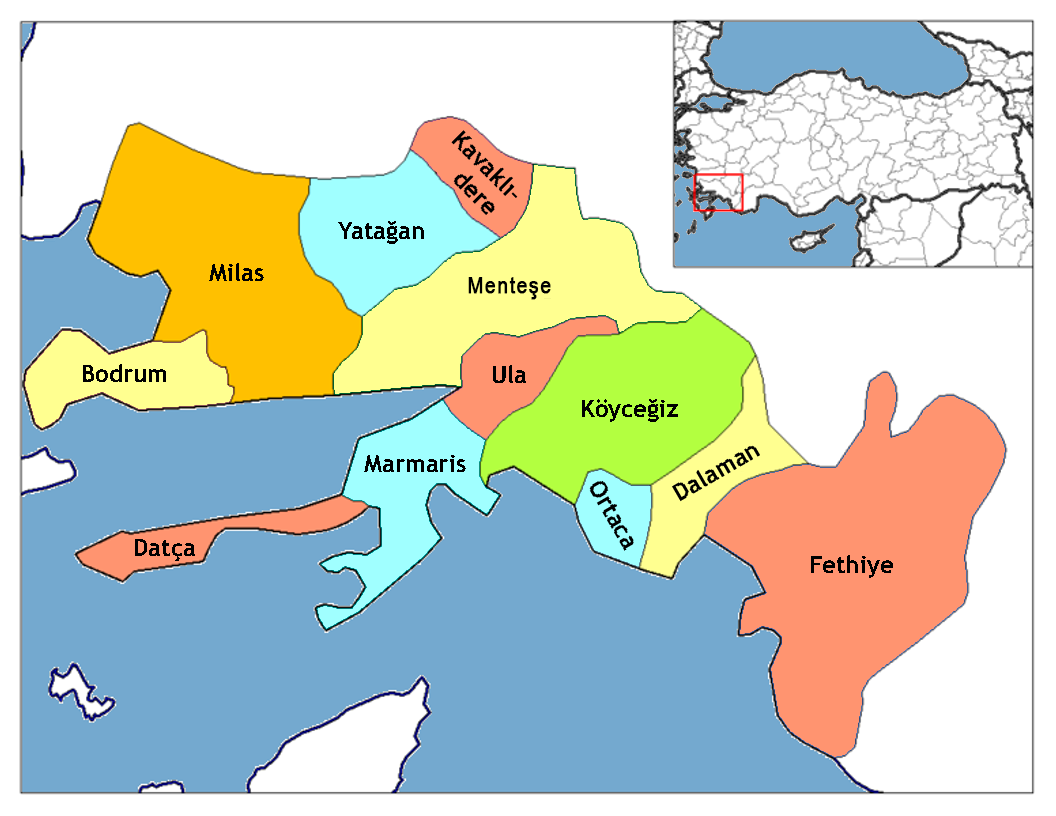
Карта провинции, включая полуостров Датча

Решадие́ (тур. Reşadiye Yarımadası), или Датча́ (тур. Datça Yarımadası) — 80-километровый узкий полуостров на юго-западе Турции, отделяющий залив Гёкова на севере от Хисароню на юге. Полуостров почти точно соответствует административному району Датча, входящей в состав провинции Мугла.

## Основные характеристики
Восточная половина полуострова гористая и малонаселённая. В центре полуострова, с центром вокруг города Датча, находится самый большой участок пахотной земли на полуострове, простирающийся к юго-западу от его срединного перешейка, разделяющего две половины суши. Западная часть также гористая, местами поднимается на высоту на более чем 1000 метров. На южной стороне побережья в районе Паламутбюкю расположена группа деревень, известных под названием Бетче (пять деревень).
На западной оконечности полуострова находится местность под названием Текир, отмеченная мысом Девебойну, ранее бывшим мысом Крио/Криё. Мыс сам по себе представляет собой небольшой полуостров, почти остров, соединенный с материком невысокой косой шириной 100 м. В древности на этом месте располагалась искусственная дамба. Древнее название острова — Триопион, в честь Триопы, легендарного основателя Книдоса.

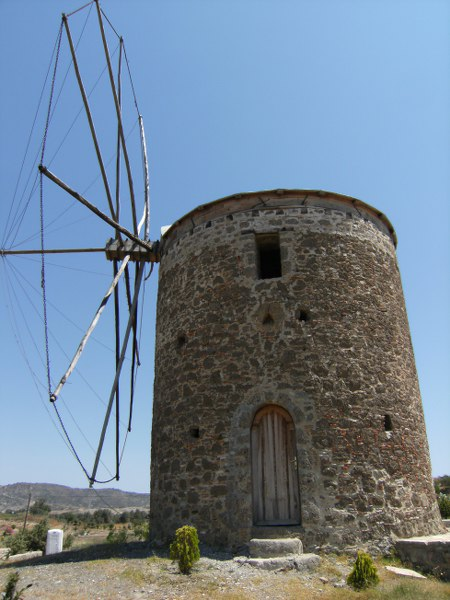
Традиционные ветряные мельницы на полуострове.

На восточной оконечности полуострова расположена бухта Бенчик, растянувшаяся почти на полтора километра в длину. Там же находится узкий перешеек, где полуостров Датча соединяется с материковой частью Анатолии. Эта точка представляет собой природную достопримечательность, с которой открывается хороший вид на два залива на севере и юге. Местность называется Balıkaşıran (место, где рыба может перепрыгнуть) и также часто используется для перевозки небольших лодок.
Северное побережье низкое, с обширными пляжами, летом омываемыми мельтемскими ветрами. Южное побережье резко скалистое и изрезанное. Из-за множества естественных бухт и гаваней полуостров часто посещают частные яхты. Также посещение бухт включено в лодочные туры, обычно отправляющиеся из Бодрума или Мармариса (Blue Cruises).
И в Датче, и в Текире есть руины греческих городов, один из которых может соответствовать древнему Книдосу.

## Название
В древние времена полуостров назывался Дорианским или просто Дорис, потому что был заселен дорийскими колонистами с Пелопоннеса.
Название Датча происходит от Стадии, древнего города. Стадия превратилась в Тадью, Дадью, Дадчу и затем Датчу.
В начале XX века город и полуостров Датча короткое время назывались Решадие в честь предпоследнего османского султана Мехмеда V Решада, и на некоторых картах полуостров до сих пор может упоминаться под этим именем; сегодня Решадие — это название одного из кварталов города Датча.